# Secretaria de Estado de Infraestrutura e Obras (Rio de Janeiro)
| Secretaria de Estado de Infraestrutura e Obras                                     |                |
| Campo de São Cristóvão, nº 138 - São Cristóvão · Rio de Janeiro, RJ · Site oficial |                |
| Atual secretário                                                                   | Bruno Kazuhiro |

A Secretaria de Estado de Infraestrutura e Obras (SEINFRA), anteriormente Secretaria de Estado de Obras (SEOBRAS) e Secretaria de Estado de Obras e Habitação (SEOBRAS), é uma das secretarias do Governo do Estado do Rio de Janeiro. Tem por finalidade planejar, organizar, orientar, coordenar, supervisionar e avaliar as ações setoriais a cargo do governo estadual relativas ao desenvolvimento urbano, às edificações, habitação popular e urbanização e revitalização de áreas de interesse social. 
Atualmente, a Operação Lava Jato tem investigado esquemas de desvio de dinheiro em obras sob a responsabilidade do Governo do Estado do Rio de Janeiro e da secretaria. Ex-titular da SEOBRAS, Hudson Braga foi preso e condenado em um processo penal no âmbito da Operação Calicute sob a acusação de ter sido um dos operadores administrativos de uma organização criminosa, chefiada pelo ex-governador Sérgio Cabral, que teria desviado recursos públicos destinados a diversas obras no estado do Rio de Janeiro.
A partir de 2019, a antiga SEOBRAS passou a se chamar Secretaria de Estado de Infraestrutura e Obras, ou SEINFRA, por receber a tarefa de gerir também os investimentos em infraestrutura, apesar de não abranger, como fazia a SEOBRAS, as áreas de saneamento e rodovias. Um dos objetivos era criar novos padrões de gestão na Pasta, deixando de lado problemas éticos do passado e trabalhando em conjunto aos órgãos de controle estaduais e federais, para garantir que os recursos e investimentos cheguem à população que mais precisa. 
O primeiro Secretário da SEINFRA no governo Witzel foi o engenheiro Horácio Guimarães Delgado Júnior, engenheiro de Barra Mansa. Após a exoneração de Horácio do cargo, anunciada em Diário Oficial em 08 de novembro de 2019, o cientista político Bruno Kazuhiro Otsuka Nunes foi o substituto. Bruno antes coordenava a assessoria técnica do Vereador e ex-Prefeito, Cesar Maia. 
Com a entrada de Kazuhiro no cargo, a área de habitação popular fluminense passa a ser de responsabilidade da Secretaria, com a transferência da Subsecretaria de Habitação e da Companhia Estadual de Habitação do Rio de Janeiro (CEHAB), anteriormente abrigadas na Secretaria das Cidades (SECID). 
Atualmente, a SEINFRA conta com o trabalho da EMOP (Empresa de Obras Públicas do Estado do Rio de Janeiro), CEHAB e IEEA (Instituto Estadual de Engenharia e Arquitetura), que são entidades públicas vinculadas à Pasta, e com os recursos contidos no FEHIS (Fundo Estadual de Habitação de Interesse Social).

## Lista de secretários
A tabela abaixo lista os nomes dos titulares da Secretaria de Meio Ambiente e Desenvolvimento Urbano (de 2003 até 2007), Secretaria de Estado de Obras (de 2007 a 2016), da Secretaria de Estado de Obras e Habitação (de 2014 a 2018) e da Secretaria de Estado de Infraestrutura e Obras (desde 2019), bem como as datas do início e do fim do mandato e o(a) governador(a) do estado do Rio de Janeiro no período:
| Nome                             | Denominação da Pasta                                 | Início do mandato      | Fim do mandato         | Governador(a)       |
| -------------------------------- | ---------------------------------------------------- | ---------------------- | ---------------------- | ------------------- |
| Luiz Paulo Conde                 | Secretaria de Meio Ambiente e Desenvolvimento Urbano | 1° de janeiro de 2003  | 1° de janeiro de 2007  | Rosinha Garotinho   |
| Luiz Fernando de Souza           | Secretaria de Obras Públicas                         | 1º de janeiro de 2011  | 12 de setembro de 2011 | Sérgio Cabral       |
| Hudson Braga                     | Secretaria de Obras Públicas                         | 13 de setembro de 2011 | 3 de abril de 2014     | Sérgio Cabral       |
| Hudson Braga                     | Secretaria de Obras Públicas                         | 4 de abril de 2014     | 7 de julho de 2014     | Luiz Fernando Pezão |
| José Iran Peixoto Júnior         | Secretaria de Obras e Habitação                      | 8 de julho de 2014     | 28 de novembro de 2018 | Luiz Fernando Pezão |
| Fabiana Rodrigues Gomes          | Secretaria de Obras e Habitação                      | 29 de novembro de 2018 | 31 de dezembro de 2018 | Luiz Fernando Pezão |
| Horácio Guimarães Delgado Júnior | Secretaria de Infraestrutura e Obras                 | 1º de janeiro de 2019  | 7 de novembro de 2019  | Wilson Witzel       |
| Bruno Kazuhiro Otsuka Nunes      | Secretaria de Infraestrutura e Obras                 | 8 de novembro de 2019  | Em exercício           | Wilson Witzel       |